# Caloptilia vicinola
Caloptilia vicinola là một loài bướm đêm thuộc họ Gracillariidae. Nó được tìm thấy ở Nam Phi và Zimbabwe.
Ấu trùng ăn Monanthotaxis species. Chúng ăn lá nơi chúng làm tổ. The mine has the form of an irregular, transparent blotch-mine, often between two parallel veins và thus having an irregular square shape.